# Großchina
Als Großchina (englisch Greater China) wird im kulturellen, ökonomischen und geopolitischen Sinn ein Raum bezeichnet, der die Volksrepublik China (Festlandchina, Hongkong, Macau) und die Republik China (Taiwan) umfasst. Gelegentlich werden auch Singapur und die Auslandschinesen zu Großchina gezählt.